# تشارلز آرثر بانكس
تشارلز آرثر بانكس هو رائد أعمال كندي، ولد في 18 مايو 1885 في ثمز ‏ في نيوزيلندا، وتوفي في 28 سبتمبر 1961 في فانكوفر في كندا.